# Старый Сайменский канал
Старый Сайменский канал — участки Сайменского канала, выведенные из эксплуатации после реконструкции в XIX веке. Ряд участков и шлюзов на них поддерживаются в рабочем состоянии и превращены в достопримечательности для туристов.

## Шлюзы старого Сайменского канала
| Номер   | Название (варианты названия)        | Кол-во камер |
| ------- | ----------------------------------- | ------------ |
| № 1     | «Лауритсаля»                        | 1            |
| № 2-4   | «Мелке»                             | 3            |
| № 5     | «Верхняя Мустоля» («Малая Мустола») | 1            |
| № 6-8   | «Нижняя Мустоля» («Мустола»)        | 3            |
| № 9     | «Туохимэки» («Царский»)             | 1            |
| № 10    | «Туомайя»                           | 1            |
| № 11    | «Рэйха»                             | 1            |
| № 12    | «Малый Пелли»                       | 1            |
| № 13-15 | «Большой Пелли»                     | 3            |
| № 16-18 | «Лиет-Ярви»                         | 3            |
| № 19-20 | «Ретти-Ярви»                        | 2            |
| № 21-22 | «Серки-Ярви»                        | 2            |
| № 23-24 | «Парвила»                           | 2            |
| № 25-27 | «Юстила»                            | 3            |
| № 28    | «Лавола»                            | 1            |

Размеры камер:
- длина — 31 м;
- ширина — 7,1 м;
- глубина — 2,4 м.